# Большой Лёч
Большой Лёч (офиц. Большой Лэч) — река в России, протекает по Республике Коми. Вместе с рекой Малый Лёч образует реку Лёч. Длина реки составляет 29 км. Имеет левый приток — Вашор.

## Данные водного реестра
По данным государственного водного реестра России относится к Двинско-Печорскому бассейновому округу, водохозяйственный участок реки — Вычегда от города Сыктывкар и до устья, речной подбассейн реки — Вычегда. Речной бассейн реки — Северная Двина.
Код объекта в государственном водном реестре — 03020200212103000020381.